# Keith Crofford
Keith Crofford (Condado de Tuscaloosa; Alabama; 14 de abril de 1956) es el vicepresidente de Adult Swim, división orientada a los adultos para el canal Cartoon Network. Es el productor ejecutivo de varias producciones internas de Williams Street, como El fantasma del espacio de costa a costa, Aqua Teen Hunger Force, El show de Brak y Los calamareños. También se desempeña como productor ejecutivo de producciones externas de Williams Street, como Laboratorio Submarino 2021, Pollo robot, Tom Goes to the Mayor, The Oblongs, Minoriteam y Moral Orel. Crofford también es el ejecutivo a cargo de la producción de The Venture Bros. de Cartoon Network.
En 1996, Crofford representó a MOE 2000, un director informático insensible, en un episodio, "$ 20.01", de El fantasma del espacio de costa a costa en Cartoon Network. También prestó su voz en Pollo robot dos veces desde 2006 a 2007 en Adult swim.

## Vida personal
Crofford asistió a la Universidad Estatal de Florida de 1974 a 1978.